# Escadas do Caminho Novo
As Escadas do Caminho Novo são um arruamento nas freguesias de São Nicolau e Miragaia da cidade do Porto, em Portugal, ao longo do qual corre um troço da muralha fernandina.